# Abenteuer im Maulwurfsland
Abenteuer im Maulwurfsland (jap. ドリモグだァ!!, Dorimogu daa!) ist eine Anime-Fernsehserie, die zwischen 1986 und 1987 produziert wurde.

## Handlung
Mips und Dips, zwei Maulwurfkinder, bekommen vom Anführer Großmaul den Auftrag, den Menschen und Tieren der Erde zu helfen. Gemeinsam mit den neugewonnenen Freunden, den zwei Krähen Kuro und Papo und dem Friedensvogel Cookie sorgen sie für Ruhe und Frieden in der Welt.

## Produktion und Veröffentlichung
Die Serie wurde zwischen 1986 und 1987 in Japan produziert. Die Produktion übernahm das Studio Japcon-Mart und die Regie führte Hiroshi Fujioka. Am Drehbuch beteiligten sich Seiji Matsuoka, Yasunori Kawauchi und Ryuji Yamada. Für die Titelmusik ist Quirin Amper jr. verantwortlich, den Soundtrack komponierte Goro Nogi.
Die japanische Ausstrahlung erfolgte erstmals am 15. Oktober 1986 auf dem Nippon Television Network. Die deutsche Erstausstrahlung erfolgte am 26. November 1993 bei Bim Bam Bino auf dem Kabelkanal. Weitere Ausstrahlungen gab es auf Junior. Ins Deutsche wurden allerdings nur 26 von 49 Folgen synchronisiert. Außerdem wurde der Anime ins Englische, Französische, Italienische und Portugiesische übersetzt.

## Synchronisation
| Rolle           | japanischer Sprecher (Seiyū) |
| --------------- | ---------------------------- |
| Mips / Dorimogu | Toshiko Fujita               |
| Dips / Hanamogu | Masako Miura                 |
| Carl            | Junpei Takiguchi             |
| Ronald          | Kenyū Horiuchi               |

## Episodenliste
| Nr. | deutscher Titel                   | deutsche Erstausstrahlung | Nr. | deutscher Titel                  | deutsche Erstausstrahlung |
| --- | --------------------------------- | ------------------------- | --- | -------------------------------- | ------------------------- |
| 1   | Im Namen des Friedens             | 26. November 1993         | 14  | Der König und sein Spiegelbild   | 15. Dezember 1993         |
| 2   | Der rote Dämon                    | 29. November 1993         | 15  | Der weiße Zauberrauch            | 16. Dezember 1993         |
| 3   | Die böse Cobabarl                 | 30. November 1993         | 16  | Eine Traumreise                  | 17. Dezember 1993         |
| 4   | Der silberne Hirsch               | 1. Dezember 1993          | 17  | Rettet die Elefanten             | 20. Dezember 1993         |
| 5   | Der steinerne Wolf                | 2. Dezember 1993          | 18  | Die große Reise im Ballon        | 21. Dezember 1993         |
| 6   | Das Pferd mit dem goldenen Sattel | 3. Dezember 1993          | 19  | Cobabarls Schloß                 | 22. Dezember 1993         |
| 7   | Träumelinchen                     | 6. Dezember 1993          | 20  | Der Tunnel zum Meer              | 23. Dezember 1993         |
| 8   | Die Suche nach der Süßkartoffel   | 7. Dezember 1993          | 21  | Menam, der Einzelgänger          | 24. Dezember 1993         |
| 9   | Kampf mit den Piraten             | 8. Dezember 1993          | 22  | Der goldene Buddha               | 27. Dezember 1993         |
| 10  | Die versteinerte Karawane         | 9. Dezember 1993          | 23  | Die Backstube im Geisterhaus     | 28. Dezember 1993         |
| 11  | Flieg, Schmetterling flieg        | 10. Dezember 1993         | 24  | Dips die Große                   | 29. Dezember 1993         |
| 12  | Das dreiköpfige Monster           | 13. Dezember 1993         | 25  | Dips und der Wolf                | 30. Dezember 1993         |
| 13  | Der Angriff der Wiesel            | 14. Dezember 1993         | 26  | Dogma, der gefürchtete Herrscher | 31. Dezember 1993         |